# Tórshavn Kommune
Tórshavn kommune (færøsk: Tórshavnar kommuna) er en kommune på Færøerne, der består af landets hovedstad Tórshavn og omegn. Kommunen dækker den sydlige del af Streymoy og de nærliggende småøer. Kommunen er den største på Færøerne både målt på indbyggertal og areal. Arealet udgør 173 km², mens indbyggertallet er 19.759 (pr. 2012). Indbyggertallet har været konstant stigende siden 1997 og forventes i 2020 at passere 23.000.
Kommunen blev grundlagt i 1866, hvormed Tórshavn blev Færøernes officielle hovedstad. Den består foruden Tórshavn af forstæderne Argir i syd og Hoyvík i nord, der begge er vokset sammen med byen, samt Norðradalur og Syðradalur i vest, Hvítanes, Sund, Kaldbaksbotnur, Kaldbak og Kollafjørður i nord langs Streymoys østkyst, og den forhenværende danske militærbase Mjørkadalur i fjeldene, som nu er arrest. Ved en kommunesammenlægning i januar 2005 blev øerne Hestur og Nólsoy, som dengang også var selvstændige kommuner samt Kirkjubøur's kommune (Kirkjubøur og Velbastaður på Streymoys sydvestkyst) lagt sammen med Tórshavn Kommune.

## Politik
Kommunens borgmester er siden 2005 Heðin Mortensen (Javnaðarflokkurin – Det Socialdemokratiske Parti).

### Valgresultater 2012
| Liste | Politisk parti                          | Stemmer | Procent | Mandater | Mandater |
| ----- | --------------------------------------- | ------- | ------- | -------- | -------- |
| C     | Javnaðarflokkurin (Socialdemokraterne)  | 4 599   | 41,3    | 7        | +2       |
| E     | Tjóðveldi (Republikanerne)              | 2 506   | 22,5    | 3        | -1       |
| A     | Fólkaflokkurin (Folkepartiet)           | 1 756   | 15,8    | 2        | -1       |
| B     | Sambandsflokkurin (Unionspartiet)       | 1 130   | 10,1    | 1        | 0        |
| F     | Framsókn (Fremskridt)                   | 649     | 5,8     | 0        | 0        |
| H     | Miðflokkurin (Centerpartiet)            | 287     | 2,6     | 0        | 0        |
| D     | Sjálvstýrisflokkurin (Selvstyrepartiet) | 208     | 1,9     | 0        | 0        |
|       | Total                                   | 11 135  | 100     | 13       | 0        |